# Centre d'études et fonds Georges-Simenon
Le Centre d'études et fonds Georges Simenon, créé en 1976 par l'Université de Liège, rassemble toute la documentation nécessaire à l'étude de l’œuvre de l'écrivain, qui lui a fait don de ses archives littéraires.

## Historique
Pour Jean-Louis Dumortier la consécration littéraire de Simenon lui est venue « (…) de l'université de Liège, aux alentours des années 70. Et cette reconnaissance académique est manière d'appropriation. Les travaux que l'écrivain suscite en Belgique à cette époque et depuis lors sont autant d'actes de revendications, de récupération : la Wallonie se rattache au fils prodige (…) loin de résister à la manœuvre, Simenon (…) l'a encouragée par un geste dont la signification est évidente ». En 1977, il fait don de ses archives littéraires à l'Université de Liège où le professeur Maurice Piron crée un Fonds Simenon et un Centre d'études Georges Simenon consacré à l'écrivain.
L'origine ces études simenoniennes est une "année Simenon" pendant laquelle Maurice Piron et son collègue Jacques Dubois, ainsi que ses autres collaborateurs (parmi lesquels Danièle Racelle-Latin, Jean-Marie Klinkenberg, Christian Delcourt) ont consacré la plupart de leurs enseignements (de littérature, de sociologie de la culture, etc.) à une œuvre jusque-là peu étudiée en milieu universitaire.  C'est au terme de ces recherches, auxquelles ont été associés les étudiants, et qui débouchera sur la publication du fichier collectif de ces travaux, que Maurice Piron entre en contact avec Simenon. 
Le Centre d'études est animé par un comité de gestion au sein duquel on trouve ou on a trouvé notamment Jacques Dubois, Jean-Marie Klinkenberg, Danielle Bajomée, Paul Delbouille, Benoît Denis, Pierre Gothot, Michel Lemoine, Jean-Louis Dumortier. Le conservateur actuel du fonds est Laurent Demoulin.
Le Centre organise des colloques et publie la revue Traces. Travaux du Centre d’études Georges Simenon.

## La démarche de Maurice Piron
Maurice Piron a repéré les romans à cadre explicitement liégeois : Le Pendu de Saint-Pholien, La Danseuse du Gai-Moulin, Les Trois Crimes de mes amis. Il repère l'existence d'un substrat liégeois dans bien d'autres romans et considère que Pedigree est le plus grand roman que Liège ait jamais inspiré. Pour M. Piron, c'est l'œuvre-matrice dont toutes les autres sont inspirées pour ce qui est des thèmes majeurs, des images-clefs.